# Gâche de Guernesey

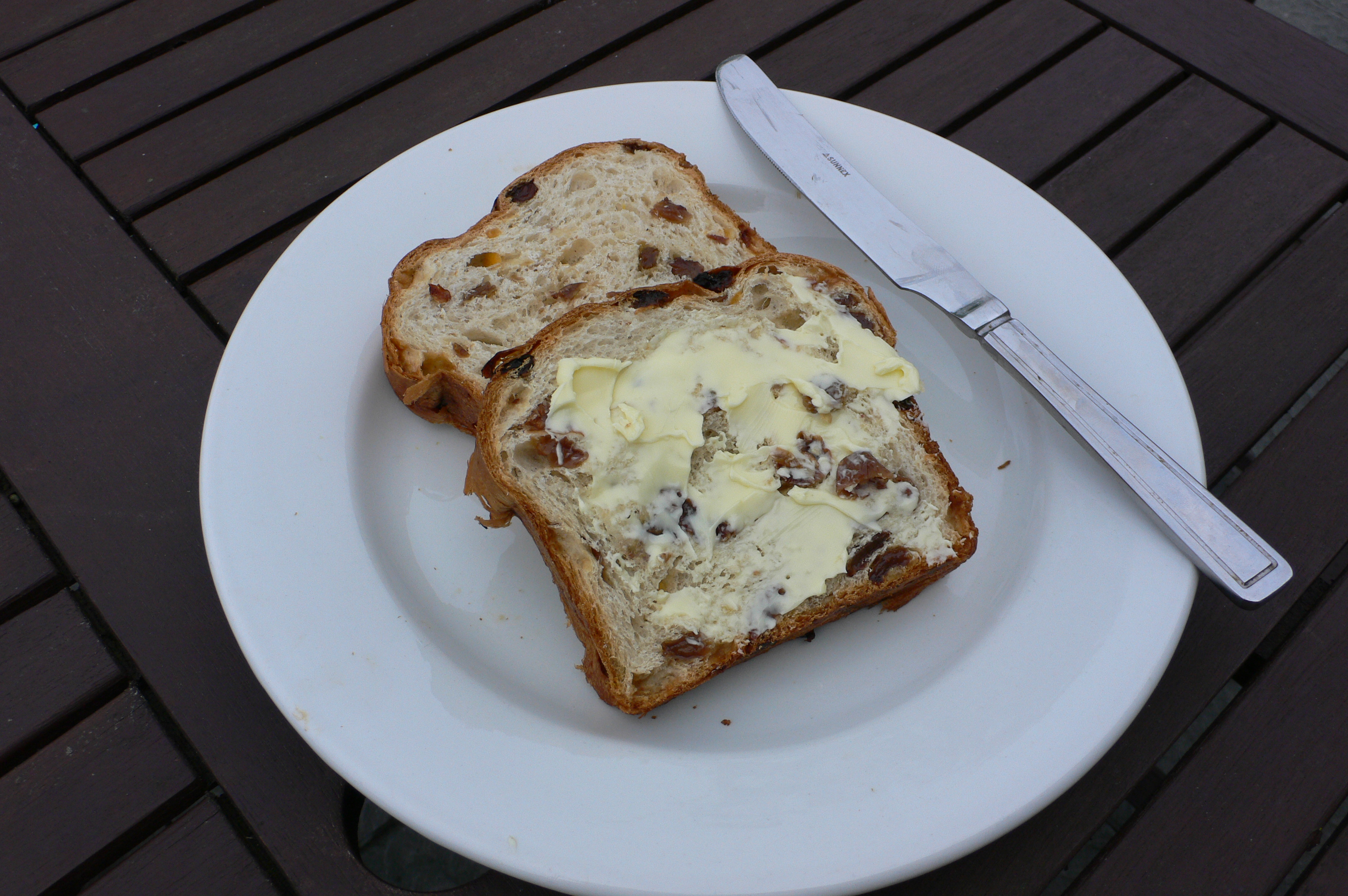
Tranches de gâche de Guernesey.

La gâche de Guernesey est une sorte de gâteau aux fruits, avec des raisins, de la sultanine et des morceaux de pommes. La gâche est une recette traditionnelle de la cuisine normande que l'on retrouve dans les îles Anglo-Normandes et notamment sur l'île de Guernesey.
Il existe deux variantes de gâches de Guernesey, la gâche traditionnelle de Guernesey et la gâche mêlée. Enfin une recette voisine des deux gâches est le biscuit de Guernesey (en anglais : Guernsey biscuit).